# 哈梅斯·罗德里格斯
哈梅斯·大卫·罗德里格斯·卢比奥（西班牙語：James David Rodríguez Rubio，西班牙語發音：[ˈxamez roˈðɾiɣes]，1991年7月12日—），是一名哥倫比亞職業足球員，司職進攻中場及翼鋒，現效力於墨西哥足球甲級聯賽球隊萊昂，哥伦比亚国家队擔任隊長。

## 俱樂部生涯

### 南美洲俱樂部
2006年，哈梅斯·羅德里奎茲在哥倫比亞低級別球隊恩维加多開始職業足球生涯，並在2008年加盟阿根廷甲級球會班菲爾德競技。 2009年2月7日，他首次代表班菲爾德競技一線隊出場，20天后，他在3比1擊敗罗萨里奥中央中打進加盟球隊的第一個進球。
他在2009–2010賽季春季聯賽中成為球隊主力，並幫助班菲爾德競技歷史上首次奪得聯賽冠軍。羅德里奎茲在2010年南美解放者杯中打進5個進球，其中包括首輪淘汰賽首場主場3比1擊敗巴西國際體育會中的一個進球，但他在第二回合的客場比賽中卻因為犯規累計兩張黃牌被罰下 ，班菲爾德競技客場0比2不敵國際隊，因客場進球少的劣勢結束在解放杯的征程。

### 波爾圖
2010年7月6日，羅德里奎茲以510萬歐元的身價加盟波爾圖，他和波爾圖簽約4年，毀約金為3000萬歐元。 12月15日，他在2010/11賽季歐洲聯賽波爾圖主場3比1擊敗索菲亞中央陸軍射進加盟球隊的首個進球。2011年6月13日，羅德里奎茲和波爾圖新簽一份為期5年的合同，毀約金提高到4500萬歐元。 
2013年5月24日，羅德里奎茲與波爾圖隊友一同轉投剛重返法甲球隊摩納哥。轉會費合共6,000萬英鎊（約7,000萬歐元），羅德里奎茲身價為3,850萬英鎊（約4,500萬歐元），合約為期五年至2018年夏季。

### 皇家馬德里
在2014年国际足联世界杯的赛后采访中，哈梅斯表达了他对皇马的“热爱”、“钦佩”和“激情”，他的表现引发了有关于他与这家西班牙俱乐部的传闻后，他说为皇马效力将是“一生的梦想”。
2014年7月22日，羅德里格斯以8000万欧元转会费加盟皇馬，將會接下厄齊爾離開時留下來的10號球衣
。

### 拜仁慕尼黑
2015-16年接連遭貝尼特斯與席丹棄用，2017年歐冠決賽更沒進入出場名單，離開皇馬的呼聲極高。2017年7月11日，官方宣佈洛迪古斯會外借德甲拜仁慕尼黑兩個球季至2018/19球季結束，且拜仁有優先買斷權利。然而，雖然17/18球季表現極佳，同時入選該年度德甲和歐冠最佳陣容，但在18/19球季面臨了傷病的困擾而少有機會，最後拜仁決定不執行該買斷條款，他將於19/20球季重返皇馬。即使重返皇馬後，仍然不能得到上陣機會。

### 艾佛頓
2020年9月7日，由於占士洛迪古斯在皇家馬德里的出場機會極少，艾佛頓免費從皇家馬德里簽下哈梅斯·罗德里格斯，並提供為期三年的合約，新球季他將會穿上19號球衣，並和領隊安察洛堤第三次合作。他加盟後，愛華頓的球衣銷量達到球會歷史新高，愛華頓亦在球場大廈發佈出他極大的海報，受到球迷熱烈歡迎。

2020年9月19日，哈梅斯在對上西布朗的比賽中接隊友理查利森助攻踢進了自己第一個英超進球。
2020年10月3日，哈梅斯在對上布萊頓的主場比賽踢進了兩球一助攻，該助攻為幫助他的同胞耶里·米納進球，這是英超歷史上第一個純哥倫比亞進球（助攻+進球）。

## 國家隊生涯
羅德里奎茲曾經在2007年代表哥倫比亞U-17國家隊獲得2007年南美U-17青年足球錦標賽亞軍。 2011年，他入選哥倫比亞U-20國家隊參加2011年U20世界盃足球賽。
2011年9月29日，他第一次收到哥倫比亞國家足球隊的徵召，參加10月11日對陣玻利維亞的比賽 。他在這場比賽中表現出色，當選為最佳球員。
2012年6月3日，羅德里奎茲在2014年世界盃外圍賽哥倫比亞客場挑戰秘魯的比賽中射進在國家成年隊的首個進球，幫助哥倫比亞1比0擊敗對手，排名進入第五位。
在2014年世界盃足球賽，罗德里格斯大放異彩，場場進球，在十六強戰中一人獨進兩球，幫助哥倫比亞以2比0輕鬆擊敗烏拉圭晉級八強，接著八強戰遇上巴西，雖然戰敗，但仍然踢進一球，最后总進球數達到六球，以5场6进球2助攻的优异表现，穩坐巴西世界盃足球賽進球王取得金靴獎，进而引起各大歐洲豪門的注意。J罗在对阵乌拉圭队时的一记凌空抽射，在6月21日也被国际足联评为赛事最佳进球。
在2018年世界盃足球賽，罗德里格斯因為腿傷沒太多表現機會，但仍有兩次助攻，但最後哥倫比亞在十六強止步。2019美洲杯時他雖在小組賽表現出色，八強賽整場卻毫無建樹，哥倫比亞整場比賽僅有一次射正的情況下被衛冕冠軍智利在十二碼大戰淘汰出局。隨後他因傷缺席2021美洲杯、哥倫比亞又沒能通過2022世界盃資格賽，令他有很長一段時間消失在國際賽場上。
2024美洲盃是他久違參加的大賽，此時2014年打進世界盃八強的主力多半身手下滑甚至屆齡退休，接任隊長的羅德里格斯出人意料的帶領一批新人殺進決賽，直到延長賽才以一球惜敗阿根廷獲得亞軍。羅德里格斯本屆賽事僅靠著十二碼進球一次，但他傳出六次助攻，打破原先由梅西保持的單屆美洲杯最多助攻紀錄，出色表現使他獲選為賽事最佳球員。

## 荣誉

### 俱乐部
安維加度
- 哥伦比亚足球乙级联赛冠軍：2007

 班菲尔德竞技
- 阿根廷足球甲级联赛冠軍：2009春季

 波圖
- 葡萄牙足球超級聯賽冠軍：2010–11、2011–12、2012–13
- 葡萄牙杯冠軍：2010–11
- 葡萄牙超級杯冠軍：2010、2011、2012
- 欧霸杯冠軍：2010–11

 皇家馬德里
- 西班牙甲組足球聯賽冠軍：2016–17、2019–20
- 西班牙超級盃冠軍：2019–20
- 欧洲冠军联赛冠軍：2015–16、2016–17
- 歐洲超級盃冠軍：2014、2016
- 世界冠軍球會盃冠軍：2014、2016

 拜仁慕尼黑
- 德國甲組足球聯賽冠軍：2017–18、2018–19
- 德國足協盃冠軍：2018–19
- 德國超級盃冠軍：2017、2018

 聖保羅
- 巴西杯冠軍：2023

### 国家队
哥伦比亚
- 土伦杯冠軍：2011
- 美洲盃足球賽季軍：2016
- 美洲盃足球賽亞軍：2024

### 個人
- 世界盃金靴獎：2014
- 普斯卡斯獎：2014
- 美洲國家盃金球獎：2024

## 家庭
哈梅斯的父親 Wilson James Rodriguez Bedolla 也是一名足球員，並曾在哥倫比亞國家足球隊中效力。母親瑪麗亞曾說哈梅斯是一名天生的足球員。
哈梅斯·羅德里奎茲的前妻丹妮拉·奧斯皮納（Daniela Ospina）為哥倫比亞國家隊主力門將的妹妹，兩人於2011年結婚。他們的女兒薩羅梅（Salomé Rodriguez Ospina）於2013年出生。因為丹妮拉不願與哈梅斯遷居德國，兩人於2017年宣布離婚，稍后更爆出哈梅斯疑似已有外遇。2018年，哈梅斯開始與委內瑞拉模特兒雪農·德利馬（Shannon de Lima）交往，2019年10月29日，他在官方instagram宣布自己再次成為父親，透過代孕出生的兒子名為塞謬爾（Samuel Rodriguez de Lima）
。

## 其他
哈梅斯小時候患有嚴重的口吃，曾接受語言治療師的治療，但沒有完全痊癒，至今都能聽到哈梅斯受訪時斷斷續續的語言表達。
除了精湛的球技，哈梅斯·羅德里奎茲還擁有的英俊的外表和陽光燦爛的笑容，因此像大衛·貝克漢一樣，在全世界擁有大量的女粉絲。
罗德里格斯是一名基督徒。
哈梅斯·罗德里格斯表示自己从未看过詹姆斯·邦德的电影，有谣言说他的父母是007系列电影的忠实影迷而给儿子取名James，这是不真实的，不过哈梅斯·罗德里格斯曾被称“班菲尔德的邦德”。
他於2019年獲得西班牙國籍。.